# Ngữ pháp tiếng Anh
Ngữ pháp tiếng Anh là cấu trúc về ngữ pháp trong tiếng Anh chỉ sự đặt câu đúng trật tự, đúng quan hệ và hài hòa giữa các từ, yếu tố để tạo nên một câu văn hoàn chỉnh, quy phạm nhằm truyền đạt thông tin một cách chính xác, bài bản và khoa học nhất. Ngữ pháp tiếng Anh có thể khái quát thành dạng trong câu, sự hài hòa giữa các yếu tố trong câu.
Có các biến thể tiếng Anh căn cứ vào lịch sử, xã hội, văn hóa và khu vực. Sự khác biệt từ ngữ pháp được mô tả ở đây xảy ra trong một số phương ngữ. Bài viết này mô tả một tiếng Anh chuẩn ngày nay - một hình thức nói và viết được sử dụng trong diễn ngôn công cộng, bao gồm phát thanh truyền hình, giáo dục, giải trí, chính phủ và tin tức, qua một loạt các đăng ký từ chính thức đến không chính thức. Có sự khác biệt về ngữ pháp giữa các dạng chuẩn của tiếng Anh, Mỹ và tiếng Anh Úc, mặc dù những thứ này nhỏ hơn so với sự khác biệt về từ vựng và phát âm.
Tiếng Anh hiện đại phần lớn đã từ bỏ hệ thống tình huống phức tạp của Ấn-Âu để ủng hộ các công trình phân tích. Các đại từ nhân xưng giữ trường hợp hình thái mạnh hơn bất kỳ lớp từ nào khác (phần còn lại của hệ thống trường hợp tiếng Đức rộng rãi hơn của tiếng Anh cổ). Đối với các đại từ khác và tất cả các danh từ, tính từ và bài viết, chức năng ngữ pháp chỉ được biểu thị bằng thứ tự từ, bởi giới từ và bởi "sở hữu tiếng Anh " (-'s).
Tám "loại từ" hoặc "các thành phần của câu" thường được phân biệt trong tiếng Anh: danh từ, định thức, đại từ, động từ, tính từ, trạng từ, giới từ và liên từ. Danh từ tạo thành lớp từ lớn nhất và động từ là lớp từ lớn thứ hai. Không giống như nhiều ngôn ngữ Ấn-Âu, danh từ tiếng Anh không có giống.

## Một số yếu tố cơ bản
Trong ngữ pháp tiếng Anh có một số thành tố cơ bản như (các yếu tố thuộc về từ vựng – Vocabulary)
- Danh từ (nouns) trong đó có nội dung về sở hữu cách (possesive form)
- Đại từ (pronouns) trong đó chú ý về đại từ nhân xưng
- Mạo từ (articles) gồm mạo từ bất định và mạo từ xác định
- Tính từ (adjectives) trong nội dung này chú ý về so sánh hơn, so sánh nhất
- Phó từ hay trạng từ (adverbs)
- Giới từ (preposition)
- Liên từ (conjunctions)
- Động từ (verbs)
  - Thì của động từ (verb tenses) và thể của động từ
  - Động từ khuyết thiếu (modal verbs)
- Câu tường thuật (reported speech)
- Mệnh đề quan hệ (relative clause)
- Sự hòa hợp giữa chủ ngữ và động từ (subjects and verbs agreement)
- Số, ngày tháng, đo lường
- Các quy tắc khác

## Mẫu câu cơ bản
Mẫu câu cơ bản trong tiếng Anh gồm 3 thành phần: Chủ ngữ + Động từ + Tân ngữ và được viết dưới công thức 
S + V + O

## Danh từ
Tiếng Anh có hai loại danh từ: danh từ chung (common noun) và danh từ riêng (proper noun). Tên của các ngày trong tuần (ví dụ: thứ hai: Monday), tên các ngày lễ (ví dụ: Giáng Sinh: Christmas), tên của dân tộc (ví dụ: người Pháp: French) cũng được xếp vào danh từ riêng. Tất cả các danh từ riêng đều phải được viết hoa.

### Số của danh từ
Trong tiếng Anh, đa số từ có trọng âm ở âm tiết kế cuối.
Việc lược âm tiết còn tùy theo điều kiện của nguyên âm và phụ âm, tuân theo quy luật sau:
- Nguyên âm thường lược là /i/ (dạng chính tả là i trong ious hay ion). Khi bị lược "i" sẽ mất hẳn hay thành bán nguyên âm /j/, như thế âm tiết cũng mất đi. Như vậy ta có từ phái sinh có trọng âm ở âm tiết kế cuối Wy.

Nguyên âm /u/ có dạng chính tả là u thì không bị lược. Vd: continuous.
- Phụ âm trước âm tiết bị lược là: /n/ và /l/, âm tắc xát /tʃ/ và /dʒ/, âm xát /ʃ/ và /ʒ/. Ví dụ: minion, billion; religious, luncheon; mention, gorgeous.

Trong luật lược âm tiết, không có ngoại lệ đối với âm tắc xát nhưng có ngoại lệ đối với âm /l/ và /n/, các phụ âm khác không xảy ra lược âm tiết.
Sau đây là ví dụ các từ có hiện tượng lược âm tiết cùng với ký âm số: senior21, burgeon21, luncheon21, connection31, cactaceous32, afection32, suspicious32, spontaneous32

## Các đề mục trong tiếng Anh

### Thì của động từ
- Thì hiện tại tiếp diễn
- Thì hiện tại đơn
- Hiện tại tiếp diễn vs Hiện tại đơn (I)
- Hiện tại tiếp diễn vs Hiện tại đơn (II)
- Thì quá khứ đơn
- Thì quá khứ tiếp diễn
- Thì hiện tại hoàn thành
- Hiện tại hoàn thành (I)
- Hiện tại hoàn thành (II)
- Thì hiện tại hoàn thành tiếp diễn
- Hiện tại hoàn thành tiếp diễn vs Hiện tại hoàn thành
- Cách sử dụng For và Since
- Hiện tại hoàn thành vs Quá khứ đơn (I)
- Hiện tại hoàn thành vs Quá khứ đơn (II)
- Quá khứ hoàn thành
- Quá khứ hoàn thành tiếp diễn
- Phân biệt Have & Have got
- Cách sử dụng Used to
- Thì Hiện tại mang nghĩa tương lai (Tương lai gần)
- Tương lai gần: I am going to do
- Thì tương lai đơn: Will và Shall (I)
- Thì tương lai đơn: Will và Shall (II)
- Tương lai gần vs Tương lai đơn
- Tương lai tiếp diễn & Tương lai hoàn thành
- Mệnh đề when & mệnh đề if

### Động từkhiếmkhuyết
- Động từ khiếm khuyết là gì?
- Can, could và (be) able to
- Could (do) và could have (done)
- Must và Can't
- May và Might (I)
- May và Might (II)
- Have to & Must
- Must, mustn't & needn't
- Cách sử dụng Should (I)
- Cách sử dụng Should (II)
- Had better & Cấu trúc It's time
- Cách sử dụng Would
- Lời yêu cầu, Lời mời, lời đề nghị

### Câu điều kiện
- Câu điều kiện loại 1 và 2
- Cấu trúc I wish
- Câu điều kiện loại 3
- Cách sử dụng wish

### Câu bị động
- Câu bị động (I)
- Câu bị động (II)
- Câu bị động (III)
- Mẫu câu It is said that, He is said to
- Mẫu câu Have something done

### Câu tường thuật
- Câu tường thuật - Reported Speech (I)
- Câu tường thuật - Reported Speech (II)

### Câu hỏi và Trợ động từ
- Câu hỏi & Cách đặt câu hỏi (I)
- Câu hỏi & Cách đặt câu hỏi (II)
- Trợ động từ
- Câu hỏi đuôi (Question Tag)

### Danh động từ và động từ nguyên mẫu
- V + V-ing
- V + to infinitive
- V + (Object) + to infinitive
- V + V-ing hay V + to (I)
- V + V-ing hay V + to (II)
- V + V-ing hay V + to (III)
- Prefer & Would Rather
- Giới từ + V-ing
- Be/get used to + V-ing
- V + giới từ + V-ing
- Thành ngữ + V-ing
- Giới từ to, for và so that
- Tính từ + to V
- Afraid to/of và giới từ + V-ing
- See sb do và see sb doing
- Mệnh đề V-ing (-ing Clause)

### Mạo từ
- Mạo từ: Định nghĩa & Phân loại
- Cách sử dụng mạo từ a/an
- So sánh mạo từ a/an và one
- Cách sử dụng little/a little, few/a few
- Cách sử dụng mạo từ the (I)
- Cách sử dụng mạo từ the (II)
- Cách sử dụng mạo từ the (III)
- Cách sử dụng mạo từ the (IV)
- Cách sử dụng mạo từ the (V)
- Tên riêng có/không có mạo từ THE (I)
- Tên riêng có/không có mạo từ THE (II)
- Các trường hợp bỏ qua mạo từ the
- Các trường hợp bỏ qua mạo từ the (tiếp)
- Cách sử dụng this/these, that/those

### Danh từ
- Danh từ: Định nghĩa & Phân loại
- Giống của danh từ
- Danh từ số nhiều & Danh từ số ít
- Danh từ đếm được & Danh từ không đếm được (I)
- Danh từ đếm được & Danh từ không đếm được (II)
- Danh từ đếm được với a/an và some
- Sở hữu cách
- Sở hữu cách & Cấu trúc of + danh từ
- Danh từ ghép (I)
- Danh từ ghép (II)

### Đại từ
- Cách sử dụng own, mine
- Đại từ phản thân
- Cách sử dụng there và it
- Cách sử dụng some và any
- no, none, nothing, nobody
- Cách sử dụng much, many, little, few
- All/all of most/some/many...
- Both/both of, neither/neither of, either/either of
- All, everybody, và everyone
- Cách sử dụng each và every

### Mệnh đề quan hệ
- Mệnh đề quan hệ (Relative Clause) - I
- Mệnh đề quan hệ (Relative Clause) - II
- Mệnh đề quan hệ (Relative Clause) - III
- Mệnh đề quan hệ (Relative Clause) - IV
- Mệnh đề quan hệ (Relative Clause) - V
- Mệnh đề -ing, mệnh đề -ed

### Tính từ và Trạng từ
- Tính từ tận cùng bằng -ing & -ed
- Thứ tự tính từ: tính từ trước danh từ
- Tính từ & Trạng từ (I)
- Tính từ & Trạng từ (II)
- Cách sử dụng so & such
- Cách sử dụng enough & too
- Cách sử dụng quite & rather
- So sánh hơn (I)
- So sánh hơn (II)
- So sánh không bằng
- So sánh nhất
- Thứ tự từ (I)
- Thứ tự từ (II)
- Still, yet, already & any more...
- Cách sử dụng even, event though...

### Liên từ và Giới từ
- Although/though/even though & in spite of/despite
- Cách sử dụng in case
- Unless, as long as, provided/providing
- Cách sử dụng As
- Like & As
- Cách sử dụng As if
- For, during & while
- By, Until & By the time

### Giới từ
- Giới từ at/on/in (thời gian)
- Phân biệt on time và in time; at the end và in the end
- Giới từ in/at/on (nơi chốn) - I
- Giới từ in/at/on (nơi chốn) - II
- Giới từ in/at/on (nơi chốn) - III
- Giới từ to/at/in/into
- Cách sử dụng khác của on/in/at
- Giới từ by
- Danh từ + giới từ
- Tính từ + giới từ (I)
- Tính từ + giới từ (II)
- Động từ + giới từ (I)
- Động từ + giới từ (II)
- Động từ + giới từ (III)
- Động từ + giới từ (IV)
- Động từ + giới từ (V)
- Cụm động từ (Phrasal Verb)

### Tính từ trong
- Tính từ: Định nghĩa & Phân loại
- Vị trí của Tính từ
- Thứ tự tính từ chỉ chất lượng
- Cách cấu thành dạng so sánh của Tính từ
- So sánh bằng, so sánh không bằng, so sánh hơn, so sánh nhất
- than/as + đại từ + trợ động từ
- Mạo từ THE + tính từ
- Tính từ + ONE/ONES và Tính từ làm Đại từ
- Cách sử dụng many & much
- Một số cấu trúc tính từ + động từ nguyên thể
- Tính từ + động từ nguyên thể/mệnh đề that/giới từ

### Trạng từ
- Trạng từ: Định nghĩa & Phân loại
- Cách hình thành trạng từ
- Trạng từ & Tính từ giống nhau
- Cách sử dụng long & near
- So sánh hơn và so sánh nhất
- Cách sử dụng Far, farther, further
- Cách sử dụng much, more, most
- Các dạng so sánh của trạng từ
- Vị trí trạng từ chỉ cách thức
- Vị trí trạng từ chỉ nơi chốn
- Vị trí trạng từ chỉ thời gian
- Vị trí trạng từ chỉ tần suất
- Thứ tự của trạng từ
- Vị trí trạng từ bổ nghĩa câu
- Vị trí trạng từ chỉ mức độ
- Cách sử dụng Fairly và rather
- Cách sử dụng quite
- Cách sử dụng Hardly, Scarcely, Barely
- Phép đảo ngược động từ